# Лебедевка (Черниговская область)
Лебедевка (укр. Лебедівка) — село в Козелецком районе Черниговской области Украины. Население 394 человека. Занимает площадь 1,43 км².
До 1961 года — Гнилуша.

## Власть
Орган местного самоуправления — Максимовский сельский совет. Почтовый адрес: 17020, Черниговская обл., Козелецкий р-н, с. Максим, ул. Фрунзе, 22.

## Уроженцы
В селе родились писатель Василий Васильевич Чухлиб и историк Пётр Васильевич Киридон.